# Edoardo Calandra

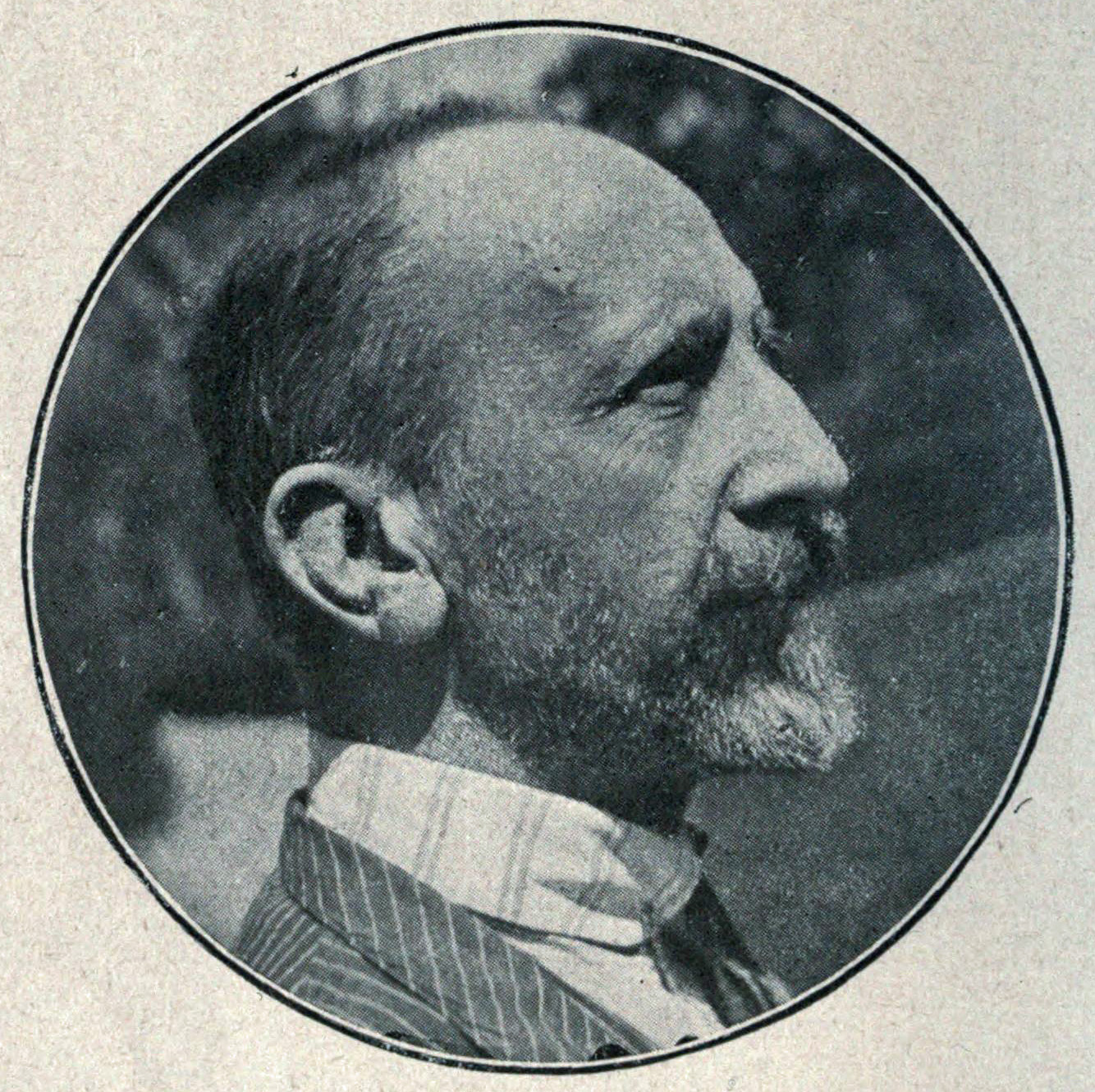
Edoardo Calandra

Edoardo Calandra (Torino, 11 settembre 1852 – Murello, 28 ottobre 1911) è stato uno scrittore e illustratore italiano.

## Biografia
Appartenente ad una agiata famiglia borghese nacque a Torino nel 1852. Suo padre Claudio oltre alla professione di avvocato e di ingegnere idraulico coltivò la passione per l'archeologia e fu un famoso collezionista di armi, mentre il fratello minore Davide ottenne la notorietà come scultore ed ebanista. La madre si chiamava Malvina Ferrero.
Si dedicò inizialmente alla pittura, evidenziando un peculiare interesse per i quadri a sfondo storico. In questa sua prima fase artistica si cimentò come illustratore di libri, tra i quali si annoverarono quelli di Giovanni Verga, Emilio Praga, Giuseppe Giacosa.
Riprese il romanzo storico dimostrandone la consunzione e, soprattutto in La bufera e Juliette, inserendovi intenti psicologici già aperti a un gusto drammatico del primo Novecento. Si accostò alla scuola romantica e in particolar modo ad Ippolito Nievo.
Calandra mostrò poco interesse per le vicende risorgimentali contemporanee e volse il suo sguardo e la sua fonte di ispirazione al mondo antico piemontese, a cavallo fra il Settecento e l'Ottocento, un mondo patriarcale ormai in declino, oscillante fra gli ultimi sprazzi dell'ancien Régime ed i primi rigurgiti rivoluzionari.
Appassionato di archeologia, nel 1878 intraprese degli scavi sovvenzionati dal padre, Claudio Calandra, a Testona; in quella circostanza mise in luce una delle più grandi necropoli longobarde del Piemonte, composta cioè da circa 350 tombe, molte delle quali accompagnate da corredi. Tale indagine archeologica diede avvio ad una serie di esplorazioni, alla ricerca di altre sepolture longobarde. 
Viste queste premesse, non stupisce che uno dei migliori libri realizzati da Calandra sia stato La bufera (1898), nel quale l'autore riprodusse il quadro storico di contorno all'affievolimento dell'aristocrazia, alle speranzose illusioni della borghesia, al propagarsi delle squadre rivoluzionarie. Se da un lato la lezione stendhaliana apparve lampante, dall'altro emerse l'influenza di vari elementi di Antonio Fogazzaro. La tematica centrale e la vena ispiratrice dello scritto trassero ispirazione dalla nostalgia della terra in cui Calandra trascorse l'infanzia.
Lo stesso filone influenzò i racconti Reliquie (1884) e A guerra aperta (1906) e le novelle raccolte nel libro Vecchio Piemonte (1895). All'indomani della nuova ristampa di quest'ultima opera, Federico De Roberto, legato al Calandra da una profonda amicizia, in una lettera del 1905 a Virginia Callery-Cigna-Santi, moglie di Edoardo, definì l'attività letteraria dell'amico come «coscienzioso lavoro». Fu inoltre in corrispondenza con Verga, Giuseppe Giacosa, Domenico Lanza, Sabatino Lopez.
Calandra produsse anche alcune opere drammatiche considerate di minor rilievo e importanza. Tra di esse si ricordano Disciplina (1892) e La straniera (1915).
Ebbe un unico figlio, Claudio, scomparso combattendo durante la prima guerra mondiale.
A lui e al fratello Davide la città di Torino ha dedicato la via Fratelli Calandra, già via del Belvedere, nel quartiere Borgo Nuovo.

## Opere
- La bell'Alda. Leggenda, Torino, F. Casanova, 1884. Nuova ed. Stresa, Edizioni rosminiane, 2000.
- Reliquie, Torino, F. Casanova, 1884.
- I Lancia di Faliceto, con prefazione di Giuseppe Giacosa, Torino, F. Casanova, 1886.
- Pifferi di montagna, Torino, F. Casanova, 1887.
- La contessa Irene. Romanzo, Torino, F. Casanova, 1889.
- Vecchio Piemonte: Reliquie; Le masse cristiane. Novelle, Torino, F. Casanova, 1889. Nuova ed. Vecchio Piemonte (La banda Becurio, Il tesoro, Presentimento, Telepatia, L'occasione, Li 23 fiorile, anno 7), a cura e con prefazione di Pier Massimo Prosio, Torino, Centro studi piemontesi, 1987.
- Ad oltranza. Commedia in 4 atti, Torino, F. Casanova, 1890.
- Disciplina. Scene in 4 atti, Torino, F. Casanova, 1892.
- Leonessa. Dramma in due atti, Torino-Roma, L. Roux e C., 1894.
- La primavera del '99. Scene, Torino-Roma, L. Roux e C., 1894.
- La bufera, Torino, Roux Frassati e C. Tip. Edit., 1898. Nuova ed. Boves, Araba Fenice, 2003.
- La Falce; Punizione; L'Enigma, Torino-Roma, Roux e Viarengo, 1902.
- La Falce, Roux e Viarengo, 1902. Nuova ed., Robin Edizioni, 2019. ISBN 9788872744574.
- Juliette. Romanzo, Torino, S.T.E.N., 1909. Nuova ed. a cura di Leonardo Lattarulo, Roma, Fazi, 1995. ISBN 88-8112-012-7.